# Agrilus pseudolituratus
Agrilus pseudolituratus é uma espécie de inseto do género Agrilus, família Buprestidae, ordem Coleoptera.
Foi descrita cientificamente por Descarpentries, 1959.